# Ardillières
Ardillières là một xã trong tỉnh Charente-Maritime Charente-Maritime trong vùng Nouvelle-Aquitaine, tây nam nước Pháp. Xã Ardillières nằm ở khu vực có độ cao trung bình 17 mét trên mực nước biển.

## Lịch sử biến động dân số
| Năm  | Dân số | Mật độ | Phần trăm của tổng |
| ---- | ------ | ------ | ------------------ |
| 1962 | 389    | -      | -                  |
| 1968 | 430    | -      | -                  |
| 1975 | 403    | -      | -                  |
| 1982 | 456    | -      | -                  |
| 1990 | 508    | -      | -                  |
| 1999 | 555    | 33/km² | 5.4%               |